# Весёлый и злой
«Весёлый и злой» — двадцать четвёртый альбом рок-группы «Пикник», выпущенный 26 августа 2022 года. В альбом вошли пятнадцать песен, две из которых были выпущены ранее («Колдун» и «Всё перевернётся»). Четыре трека — бонусные («Всё перевернётся (unplugged version)», «Всё перевернётся (rhythm and blues version)», «Всё перевернётся (ещё быстрее)» и «Только не плачь, палач» (инструментальная версия)). Радиопрезентация альбома прошла 27 и 28 сентября в эфире Нашего радио.

## Об альбоме
По словам лидера группы Пикник Эдмунда Шклярского, песня «Играй, струна, играй» содержит эпизод из его жизни. 
«У меня был такой реальный случай. Я когда подыгрывал некой певице на концерте, который транслировался впрямую по телевизору.» … «И когда я взял гитару (уже надо было идти на сцену), оказалось, что все струны расстроены. И вот я, значит, на расстроенных струнах сыграл песню, и никто ничего не заметил. (смеётся)»
 13 октября на YouTube канале группы был опубликован видеоклип, снятый режиссёром Георгием Бизюком на киностудии Ленфильм. Все видео было снято одним кадром.
Включённая в альбом песня «Все перевернётся» была выпущена 24 сентября 2021 года. 26 сентября, в день рождения Эдмунда Шклярского, вышел мультипликационный клип, автором которого стал художник Вася Ложкин.
Релиз песни «Колдун» состоялся 18 сентября 2020 года, а клип на неё был опубликован 13 ноября.

## Список композиций
| №                   | Название                                      | Длительность |
| ------------------- | --------------------------------------------- | ------------ |
| 1.                  | «Играй, струна, играй»                        | 3:44         |
| 2.                  | «Дивись же, какими мы стали!»                 | 4:28         |
| 3.                  | «Только не плачь, палач»                      | 4:13         |
| 4.                  | «Сквозь одежды»                               | 3:33         |
| 5.                  | «Женщина»                                     | 3:31         |
| 6.                  | «В любую минуту»                              | 1:03         |
| 7.                  | «Одиночество»                                 | 4:09         |
| 8.                  | «Весёлый и злой (фантомас)»                   | 4:19         |
| 9.                  | «Все перевернётся»                            | 4:18         |
| 10.                 | «Колдун»                                      | 5:38         |
| 11.                 | «Утро»                                        | 2:48         |
| 12.                 | «Только не плачь, палач (инструментальный)»   | 1:42         |
| 13.                 | «Все перевернётся (unplugged version)»        | 3:13         |
| 14.                 | «Все перевернётся (rhythm and blues version)» | 4:19         |
| 15.                 | «Все перевернётся (Ещё быстрее)»              | 3:46         |
| Общая длительность: | Общая длительность:                           | 50:50        |

## Участники записи
- Эдмунд Шклярский — вокал, гитары, автор;
- Леонид Кирнос — ударные;
- Марат Корчемный — бас-гитара, бэк-вокал;
- Станислав Шклярский — клавишные, синтезатор.